# Love, Rosie
Pour plus de détails, voir Fiche technique et Distribution.
Love, Rosie est une comédie romantique britannique réalisée par Christian Ditter, sortie en octobre 2014.
Le scénario du film, écrit par Juliette Towhidi, est adapté du roman La vie est un arc-en-ciel de Cecelia Ahern publié en 2004.

## Synopsis
Alex (Sam Claflin) et Rosie (Lily Collins) sont meilleurs amis depuis presque aussi longtemps qu'ils ont cinq ans. Lors de la fête d'anniversaire de Rosie, Alex embrasse Rosie, qui est ivre, et se rend compte qu'il a des sentiments romantiques pour elle. Cependant, le lendemain, tout en soignant une gueule de bois, Rosie regrette de s'être enivrée et dit à Alex qu'elle aimerait bien que la nuit ne soit jamais arrivée. Alex interprète ses paroles comme si Rosie voulait juste être amie.
Rosie aspire à diriger un jour son propre hôtel, elle s'inscrit à un cours de gestion hôtelière à l'Université de Boston. Elle se précipite pour le dire à Alex mais le trouve en train de faire l'amour avec Bethany (Suki Waterhouse), ce qui la fait vomir. Rosie découvre qu'elle est enceinte mais refuse de le dire à Alex, craignant qu'il ne renonce à sa chance d'étudier à Harvard pour l'aider à prendre soin d'elle. Après son départ pour les États-Unis, Rosie donne naissance à une fille qu'elle nomme Katie. Alex apprend la grossesse de Rosie par Bethany et devient le parrain de Katie.
Cinq ans plus tard, Rosie rend visite à Alex à Boston et ils passent une nuit ensemble à parler et à visiter les lieux. Le lendemain matin, il découvre que sa petite amie Sally (Tamsin Egerton) est enceinte. Rosie comprend que la situation de vie d'Alex n'est pas appropriée pour lui et essaie de lui en parler, mais il la réprimande en disant qu'au moins leur enfant aura deux parents. Exaspérée, Rosie quitte Boston immédiatement. Elle se réconcilie avec Greg (Christian Cooke), le père de Katie, qui avait initialement fui à Ibiza après avoir appris qu'elle était enceinte, ils finissent par se marier. Plus tard, Rosie apprend qu'Alex s'est séparé de sa petite amie après avoir découvert que le bébé n'était pas le sien. Un jour elle tombe sur Bethany, qui est devenu une mannequin célèbre, et suggère à Bethany de revoir Alex lors d'un prochain voyage aux États-Unis.
Le père de Rosie meurt. Alex assiste aux funérailles, où il se réconcilie avec Rosie. Lors du même événement, Greg se comporte de façon immature, provoquant une scène. Cela incite Alex à écrire à Rosie une note disant qu'elle mérite mieux et qu'il peut être cet homme meilleur. Cependant, Greg intercepte la note et la cache à Rosie. Plus tard, Rosie découvre que Greg la trompe et le met dehors. En se débarrassant de ses affaires, elle trouve la lettre d'Alex. Elle l'appelle, mais découvre que Bethany vit dorénavant avec lui et que les deux sont fiancés. Ils invitent Rosie à être le témoin de leur mariage.
Rosie complote pour interrompre le mariage, mais échoue, car la cérémonie à l'église est terminée à l'heure de son arrivée. À la réception, Rosie fait un discours, disant à Alex qu'elle l'aime comme un ami. Sa fille, Katie, amène un ami nommé Toby avec elle au mariage, ce qui leur rappelle leur amitié d'enfance. Pendant une danse, Toby embrasse soudainement Katie, mais Katie le repousse et court dehors. Rosie et Alex la suivent. Alex la conseille et lui dit de suivre ses sentiments sinon elle pourrait le regretter, faisant allusion à ce qu'il ressentait pour Rosie. Après un moment, Toby retrouve Katie et s'excuse pour ce qu'il a fait. Alors qu'il lui demande d'oublier ce qui vient de se passer, Katie l'interrompt par un baiser. À ce moment-là, Alex apprend que Rosie ne se souvient pas du baiser qu'ils ont partagé le jour de ses 18 ans. Il se rend compte qu'il s'est trompé en interprétant son désir d'oublier cette nuit-là comme si elle voulait que leur relation reste platonique.
Des années plus tard, Rosie réalise enfin son ambition de créer son propre hôtel. Alex est son deuxième invité. Quand il arrive, il dit à Rosie qu'il a mis fin à son mariage avec Bethany. Ils finissent par s'embrasser.

## Fiche technique
Sauf indication contraire ou complémentaire, les informations mentionnées dans cette section proviennent de la base de données IMDb.com
- Titre original : Love, Rosie
- Titre du projet : Rosie Dunne
- Réalisation : Christian Ditter
- Scénario : Juliette Towhidi, d'après le roman La vie est un arc-en-ciel de Cecelia Ahern
- Direction artistique : Matthew Davies
- Décors : Judy Farr
- Costumes : Leonie Prendergast
- Photographie : Christian Rein
- Son : Mario Hubert, Caoimhe Doyle
- Montage : Tony Cranstoun
- Casting : Gail Stevens
- Musique : Ralf Wengenmayr
- Production : Simon Brooks, Robert Kulzer
  - Coproducteur : Don Carmody et James Flynn (de)
  - Producteur exécutive : Martin Moszkowicz, Bernhard Thür
  - Assistant du producteur : Jonnie Malachi
- Société(s) de production : Canyon Creek Films, Constantin Film, Octagon Films
- Société(s) de distribution :
  - Paramount Home Entertainment (USA)
  - StudioCanal (Australie)
- Budget :
- Pays d’origine :  Allemagne,  Royaume-Uni
- Langue : anglais
- Format : Couleur - son : Dolby Digital
- Genre : Comédie romantique
- Durée : 102 minutes
- Dates de sortie :
  -  États-Unis : 17 octobre 2014 (Festival du film international de Philadelphie)
  -  Royaume-Uni : 22 octobre 2014
  -  Allemagne : 30 octobre 2014
- Classification : R aux États-Unis[N 1]

## Distribution

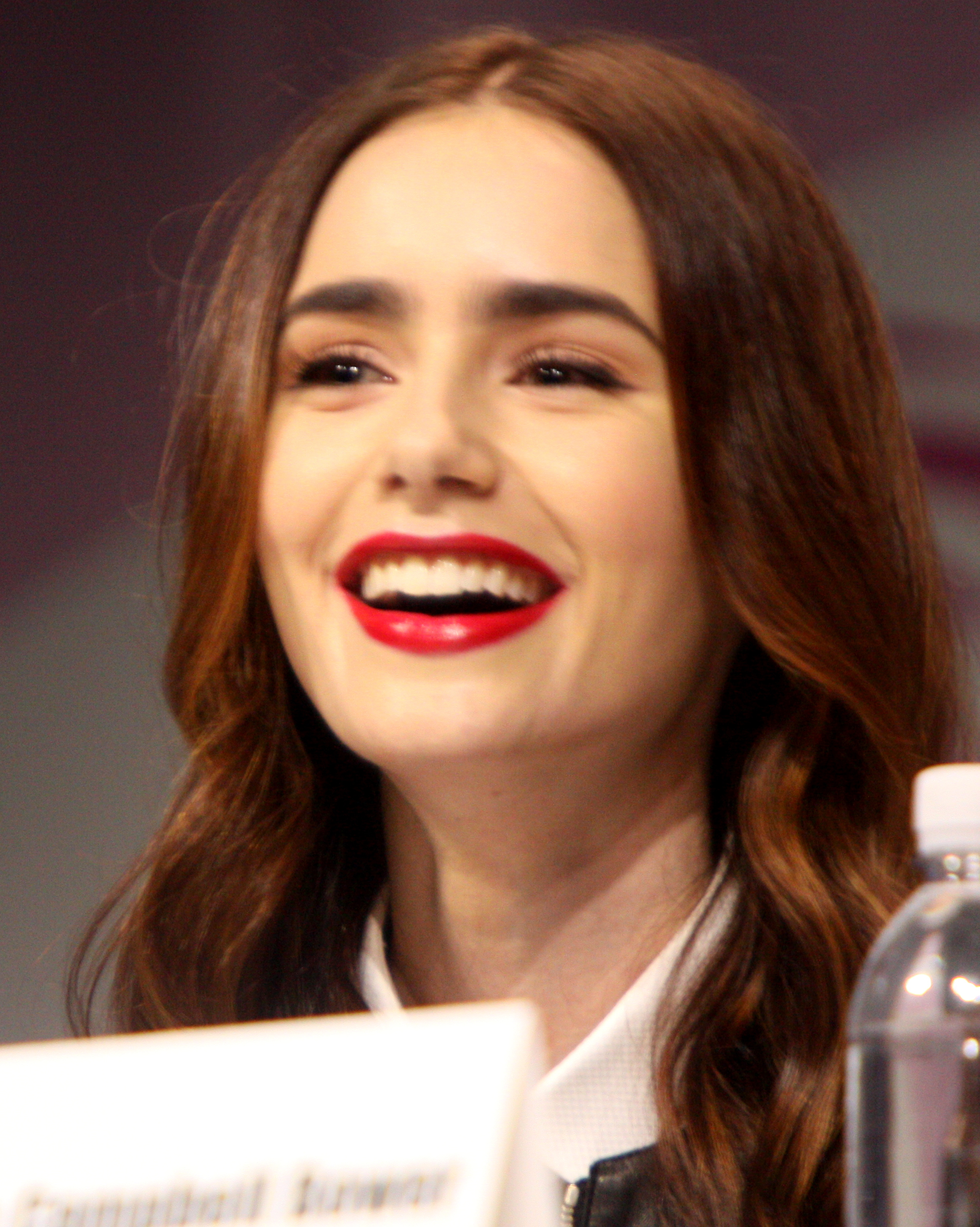
Rosie Dunne interprétée par Lily Collins

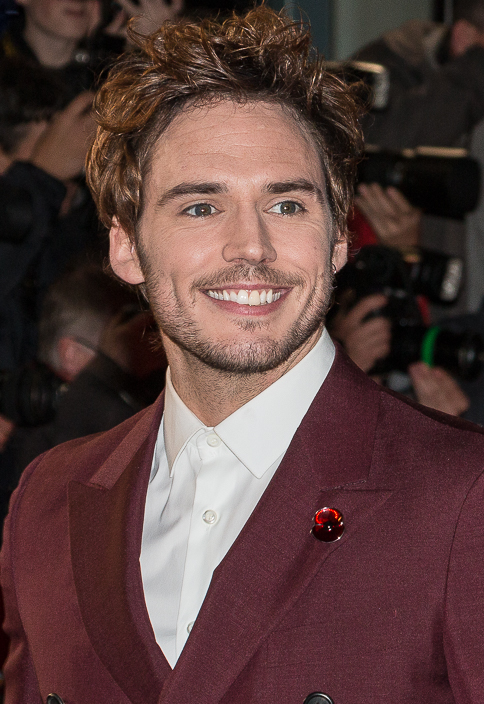
Alex Stewart interprété par Sam Claflin

- Lily Collins (VFB : Sophie Frison) : Rosie Dunne
- Sam Claflin (VFB : Alexandre Crepet) : Alex Stewart
- Tamsin Egerton : Sally
- Suki Waterhouse : Bethany
- Jaime Winstone : Ruby
- Art Parkinson : Gary
- Christian Cooke : Greg
- Nick Lee : Herb
- Lily Laight : Katie Dunne
- Max Cleary : Joey Dunne
- Marion O'Dwyer : madame Casey
- Leah O'Rourke : un camarade de classe au bal
- Nick Hardin : Joe American
- Jake Manley : l'ami d'Alex
- Jamie Beamish : Phil
- Kris Edlund : l'officiel de la compagnie aérienne

## Accueil

### Box-office
| Pays                | Box-office  | Pays               | Box-office  | Pays             | Box-office  |
| ------------------- | ----------- | ------------------ | ----------- | ---------------- | ----------- |
| Allemagne           | 3 259 146 $ | Royaume-Uni        | 1 888 461 $ | Corée du Sud     | 1 885 103 $ |
| Brésil              | 1 596 869 $ | Australie          | 1 438 277 $ | Italie           | 1 003 283 $ |
| Russie              | 805 943 $   | Pays-Bas           | 542 115 $   | Nouvelle-Zélande | 289 525 $   |
| Malaisie            | 288 514 $   | Thaïlande          | 245 154 $   | Singapour        | 222 346 $   |
| Norvège             | 171 804 $   | République tchèque | 137 312 $   | Liban            | 130 527 $   |
| Émirats arabes unis | 130 470 $   | Afrique du Sud     | 98 962 $    | Ukraine          | 89 351 $    |
| Slovaquie           | 72 371 $    | Suède              | 45 119 $    | Croatie          | 27 870 $    |
| Égypte              | 27 457 $    | Hongrie            | 26 695 $    | Uruguay          | 11 639 $    |
| Monde               | Monde       | Monde              | Monde       | Monde            | 4 419 000 $ |

## Tournage
Le film est tourné dans le comté de Wicklow, en Irlande puis l'équipe s'est dirigée au Canada pour tourner au Front Campus, à l'université de Toronto et à Roy Thomson Hall, 60 Simcoe Street.